# 近似小檗
近似小檗（学名：Berberis approximata）是小檗科小檗属的植物，为中国的特有植物。分布于中国大陆的四川、西藏、青海、云南等地，生长于海拔2,900米至4,300米的地区，多生在山坡灌丛中、林缘、山坡及林中，目前尚未由人工引种栽培。